# Liophidium therezieni
Espèce
Statut de conservation UICN

 VU B1ab(iii) : Vulnérable
Liophidium therezieni est une espèce de serpents de la famille des Lamprophiidae. 

## Répartition
Cette espèce est endémique de Madagascar.

## Publication originale
- Domergue, 1984 : Notes sur les serpents de la région malgache 3. Description de trois espèces nouvelles rapportées au genre Liophidium Boulenger, 1896. Bulletin du Muséum d'histoire naturelle de Paris, vol. 5, n. 4, p. 1109-1122.